# Chace Crawford
Christopher Chace Crawford (Lubbock, 18 de juliol de 1985) és un actor estatunidenc, conegut pel seu paper de Nate Archibald a la sèrie Gossip Girl (The CW).

## Biografia

### Família
Nascut a Lubbock i va créixer a Dallas (Texas). El seu pare, Chris Crawford, és un dermatòleg i la seva mare, Dana, és professora. També té una germana més jove, ex reina de bellesa i Miss Misouri, Candice Crawford. Va viure a Bloomngton, Minnesota, durant quatre anys i després es va graduar de secundària al Trinity Christian Academy. Després de la secundària es va mudar a Malibú, Califòrnia, per anar a la universitat de Pepperdine, on va estudiar periodisme.

### Vida personal
Va conviure amb la seva co-estrella de Gossip Girl, Ed Wedstwick per la qual cosa van sorgir rumors que eren gais, però els dos es van encarregar de negar aquests rumors. Més tard, Chace va anar a viure sol. El 4 de juliol de 2010, Chace va ser arrestat per tenir una petita quantitat de marihuana a Texas. La policia va dir que Crawford estava estacionat en un automòbil quan la policia va trobar almenys dos grams de marihuana. Ell va insistir que era innocent i que estava en el lloc i moment equivocat. El 2011, es va informar que els càrrecs serien acomiadats i els seus antecedents esborrats si es complien determinades condicions, incloent la realització de 24 hores de servei comunitari i informar a un oficial de llibertat condicional un cop al mes durant 12 mesos.

## Carrera
Crawford es va mudar a Los Angeles (Califòrnia) per estudiar a la Universitat de Pepperdine. Mentre es trobava allà va començar a actuar com un hobby. La seva oportunitat per saltar a la fama va ser quan el productor de cinema de Hollywood Barry Osborne el va conèixer. Era l'any 2005 i només tenia 20 anys.
Un any més tard va actuar a Long Lost Son (Lifetime, 2006) en què va ser el fill de la protagonista. Aquest mateix any se li va poder veure al costat de Taylor Kitsch, Steven Straight i Toby Hemingway en la pel·lícula El pacte, dirigida per Renny Harlin, que es va possicionar en el número 1 de la taquilla. No obstant això, el paper que l'ha catapultat a la fama ha estat el que interpreta en Gossip Girl: el maco multimilionari Nate Archibald.
També va aparèixer en el vídeo "I Will Be" de la cantant britànica Leona Lewis. El vídeo va ser llançat el gener de 2009. Ha fet anunci d'un servei públic per "Do Something s Teens for Texans" Chace signar un contracte per actuar com un traficant de drogues, anomenat Mike White, en la pel·lícula Twelve, dirigida per Joel Schumacher. La pel·lícula està basada en la novel·la del mateix nom de Nick McDonell i es estrena al Festival de Cinema de Sundance, el 31 de gener de 2010. Crawford tenia previst interpretar el protagonista de la nova versió de Footloose, però es retirà igual que Zac Efron. Kenny Wormald va ser qui finalment va aconseguir el paper. El juny de 2010, es va confirmar que Crawford s'uniria a la pel·lícula independent Peace, Love & Misunderstanding, al costat de Jane Fonda i Catherine Keener interpretant a un carnisser de guerra que protestava, Cole, sent l'interès amorós de la filla del personatge de Fonda. Al maig del 2011, es va anunciar que Crawford va ser trobat a la pel·lícula de comèdia-romàntica Adults Responsables en contra de Katie Holmes, dirigida per Jon Poll. Ell interpretés el paper d'un jove de 22 anys, Baxter Wood. El rodatge està previst començar a la tardor a Los Angeles. Al juny del mateix any, Crawford va confirmar el paper principal dels homes sud-africans acusats d'assassinat en una nova pel·lícula intependient basada en l'aclamada novel·la de 1998 pel guanyador de premi Nobel, Nadine Gordimer, anomenada La Pistola de Casa. Explica la història d'un ric, liberal de Sud-àfrica, interpretat per Pierce Brosnan, que contracta un advocat negre per defensar al seu fill Duncan (Crawford), quan se l'acusa de matar el seu amic. La pel·lícula és dirigida per Bruce Beresford. El 12 de juliol d'aquell mateix any, els productors de l'adaptació cinematogràfica del best-seller "Què puc esperar quan s'està esperant? de Heidi Murkoff, anunci que Chace havia estat elegit per protagonitzar el film al costat de Cameron Diaz i Jennifer Lopez. La pel·lícula, dirigida per Kirk Jones va ser adquirida a partir d'un guió escrit per Heather Hach i reescrit per Shauna Cross. Chace farà el paper de Marc. El seu personatge es reuneix amb un vell amor després d'una guerra territorial entre els seus respectius camions de menjar. El rodatge va començar el juliol de 2011 amb el llançament previst per a l'11 de maig de 2012.

## Filmografia

### Pel·lícules
- 2006. El pacte (The Covenant)
- 2006. Long Lost Son
- 2008. The Haunting of Molly Hartley
- 2008. Loaded
- 2010. Twelve
- 2011. Peace, Love & Misunderstanding
- 2012. What to Expect When You're Expecting

### Sèries de televisió
- 2008-2009. Family Guy
- 2007-2012. Gossip Girl